# Victor Adler
Victor Adler (psáno i Viktor; 24. června 1852, Praha – 11. listopadu 1918, Vídeň) byl rakousko-uherský, respektive rakouský sociálně demokratický politik německé národnosti a židovského původu, na konci 80. let 19. století znovu založil Rakouskou sociálně demokratickou stranu a byl jejím předsedou až do roku 1918. Zasedal v Říšské radě a podílel se na programovém vývoji dělnického hnutí.

## Biografie

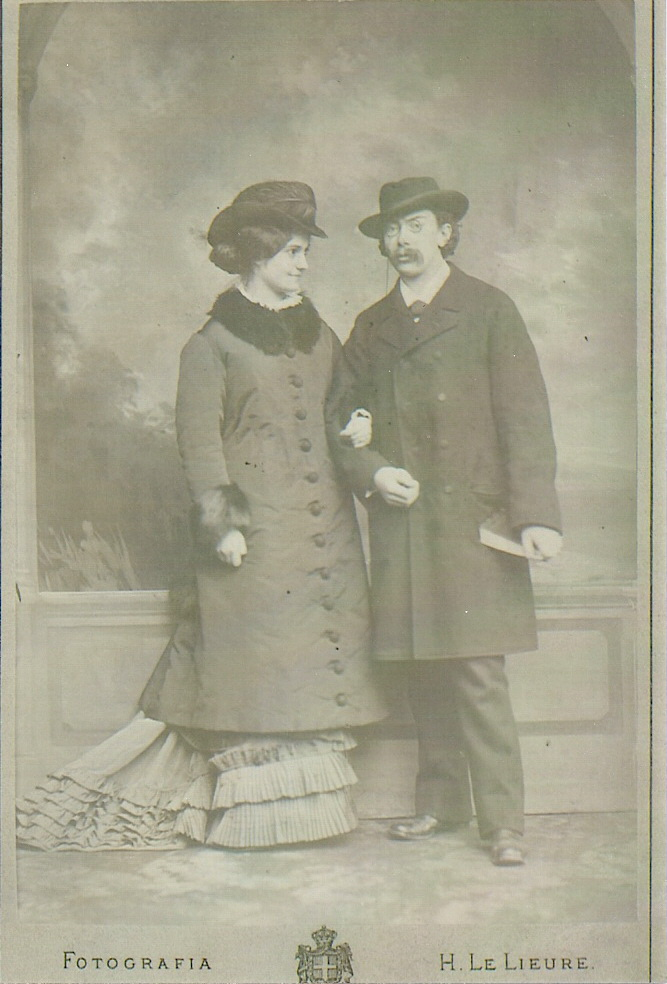
Henri Le Lieure: Emma a Victor Adlerovi během svatební cesty, 1878

Narodil se v Praze v rodině zámožného židovského obchodníka, studoval medicínu na Vídeňské univerzitě. Po několikaleté lékařské praxi ve Vídni se stal žurnalistou a politikem.
Během vysokoškolských studií byl členem burschenschaftu Arminia. V politice byl nejdříve blízký německým nacionalistům kolem Georga von Schönerera, spolu s ním dokonce roku 1882 formuloval takzvaný Linecký program, programový manifest rakouskoněmeckých národovců. Již roku 1881 však se začlenil do sociálně demokratického hnutí. V roce 1883 podnikl studijní cestu do Německa, Švýcarska a Německa a navázal kontakty s Friedrichem Engelsem a Augustem Bebelem. Roku 1886 založil ve Vídni list Gleichheit, od roku 1889 vydávaný coby Arbeiter-Zeitung.
Za svou politickou činnost byl opakovaně vězněn. Mezi roky 1887 a 1889 byl celkem sedmnáctkrát zatčen a strávil 18 měsíců ve vězení. Na konci 80. let 19. století se podílel na sjednocení různých rakouských marxistických skupin. Integračním jádrem těchto snah byl jeho list Gleichheit. Výsledkem těchto snah byl takzvaný vídeňský kompromis (dohoda radikálů a umírněných, přechod strany na aktivní práci v rámci ústavního systému monarchie a distanc od anarchistických výstřelků). Tím znovu založil Rakouskou sociálně demokratickou stranu (tehdy pod názvem Sozialdemokratische Arbeiterpartei). Na přelomu prosince 1888 a ledna 1889 dovršil organizační výstavbu strany Hainfeldský sjezd. Adler a Karl Kautsky sepsali program strany. Adler se stal jejím prvním předsedou a v čele strany setrval až do své smrti roku 1918.
V roce 1893 Adler a sociální demokracie krátce váhala ohledně možnosti, že by podpořila návrh volební reformy, kterou předložila vláda Eduarda Taaffeho (reforma podstatně rozšiřovala volební právo a byla tak v souladu se zájmy sociálních demokratů), ale Adler pak konstatoval, že dělnické hnutí nebude „tahat za hraběte Taaffeho horké kaštany z ohně.“ Ostatně za konzervativní Taaffeho vlády čelili sociální demokraté v 80. letech represím. Reforma nakonec přijata nebyla, Taaffeho kabinet padl a rozšíření volebního práva přinesla až Badeniho volební reforma o několik let později. V ideologických otázkách se rakouská sociální demokracie mezitím postupně smiřovala s ústavním rámcem Předlitavska, jak ukázala nová verze jejího programu přijatá na VII. sjezdu konaném ve Vídni v listopadu 1901.
28. listopadu 1905 se Adler stal poslancem Říšské radě (celostátní zákonodárný sbor). Nastoupil sem poté, co rezignoval poslanec Josef Hannich. Zastupoval všeobecnou kurii, obvod Liberec. Ve volbách do Říšské rady roku 1907, konaných již podle rovného volebního práva, bez kurií, získal mandát za volební obvod Dolní Rakousy 20. Mandát obhájil za stejný obvod ve volbách do Říšské rady roku 1911 a ve vídeňském parlamentu setrval do konce monarchie. Od roku 1905 rovněž zasedal na Dolnorakouském zemském sněmu.
V roce 1906 se uvádí jako jeden z 10 členů poslaneckého klubu Sociálně demokratický svaz (Sozialdemokratischer Verband), který sdružoval sociálně demokratické poslance všech národností. Po volbách roku 1907 usedl do poslanecké frakce Klub německých sociálních demokratů.
Zasazoval se za federalizaci Rakousko-Uherska. Sociálně demokratická strana Rakouska si udržovala supraetnický charakter a nebyla jako ostatní politické proudy rozštěpena na jednotlivá národnostní hnutí. Čeští sociální demokraté ovšem od roku 1911 vystupovali jako fakticky samostatný subjekt. Po vypuknutí první světové války Adler podporoval vládu, protože byl přesvědčen, že válka je ze strany Rakouska obranná.
V roce 1916 spáchal jeho syn Friedrich Adler atentát na ministerského předsedu Karla von Stürgkha.
Po pádu monarchie se již těžce nemocný Victor Adler stal poslancem Provizorního národního shromáždění Německého Rakouska a 30. října 1918 i rakouským ministrem zahraničních věcí v provizorní vládě Karla Rennera, kde zastával politiku připojení Rakouska k Německu, brzy nato však zemřel.